# Копіювальний шар
Копіюва́льним ша́ром називають тонкі плівки високомолекулярних сполук з фото- чи термочутливими речовинами, чи певної хімічної будови, які здатні змінювати свої фізико-хімічні властивості після фотоопромінювання.
- Копіювальні шари повинні відповідати вимогам:
  - фоточутливості;
  - здатності копіювального розчину добре розтікатись по поверхні формного матеріалу і утворювати гомогенні, безпористі, тонкі полімерні плівки;
  - високій адгезії;
  - високій роздільній здатності.
- Залежно від характеру перетворень при опромінюванні копіювальні шари поділяються на два види:
  - позитивні;
  - негативні.